# Euploea batesii
Euploea batesii är en fjärilsart som beskrevs av Felder 1865. Euploea batesii ingår i släktet Euploea och familjen praktfjärilar. Inga underarter finns listade i Catalogue of Life.